# Fred Christ
Frederick L. "Fred" Christ (Glendale, Nueva York; 6 de agosto de 1930) es un exjugador de baloncesto estadounidense que disputó seis partidos en la NBA. Con 1,93 metros de estatura, jugaba en la posición de base.

## Trayectoria deportiva

### Universidad
Jugó durante cuatro temporadas en los Rams de la Universidad de Fordham, siendo el mejor anotador del equipo en 1952, promediando 13,2 puntos por partido, y el mejor reboteador una temporada antes, con una media de 18,6 rebotes. Fue uno de los primeros Rams en superar la barrera de los 1000 puntos en una carrera.

### Profesional
Fichó en 1954 por los New York Knicks, con los que llegó a disputar seis partidos, en los que promedió 3,3 puntos y 1,3 rebotes.

## Estadísticas de su carrera en la NBA

### Temporada regular
| Temporada | Edad | Equipo          | Liga | Pos. | P | TIT | MIN | TC  | TCA | %TC  | 3P | 3PA | %3P | TL  | TLA | %TL  | R.OF. | R.DEF. | REB | ASIS | ROB | TAP | PER | FP  | PTS |
| 1954-55   | 24   | New York Knicks | NBA  |      | 6 |     | 8.0 | 0.8 | 3.0 | .278 |    |     |     | 1.7 | 1.8 | .909 |       |        | 1.3 | 1.2  |     |     |     | 0.5 | 3.3 |
| Total     |      |                 | NBA  |      | 6 |     | 8.0 | 0.8 | 3.0 | .278 |    |     |     | 1.7 | 1.8 | .909 |       |        | 1.3 | 1.2  |     |     |     | 0.5 | 3.3 |